# Bergwerk Hausham

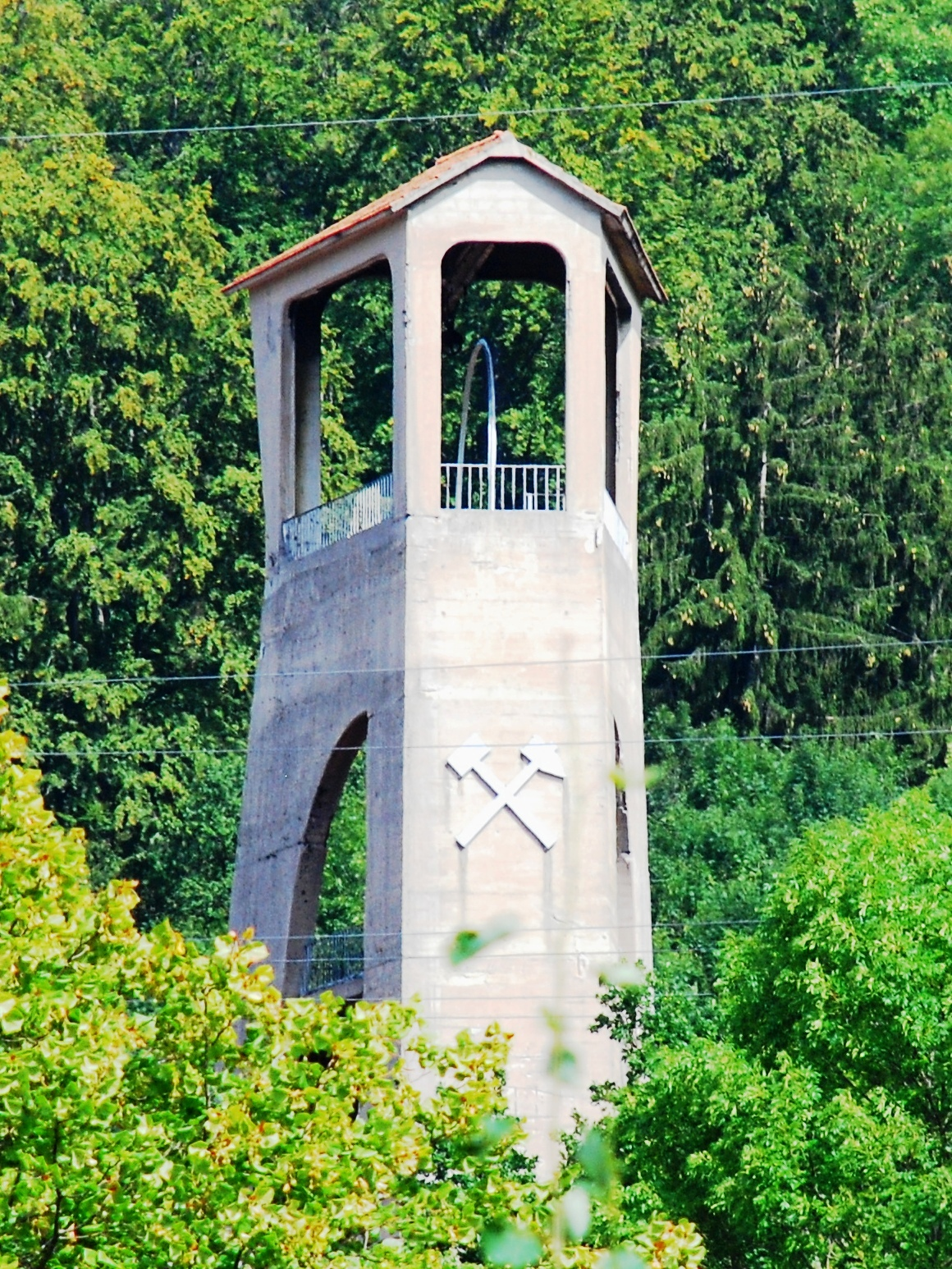
Fördergerüst (2011)

Das Bergwerk Hausham war ein Pechkohlebergwerk der Oberbayerischen Aktiengesellschaft für Kohlenbergbau (Oberkohle AG) zwischen Lech und Inn. Bis zur Schließung wurden dort 25 Millionen Tonnen Kohle abgebaut. Das von der Architektengemeinschaft Fritz Schupp und Martin Kremmer geplante und dann 1934–1935 errichtete Fördergerüst des nach Max von Klenze benannten Klenze-Schachts ist noch als Denkmal erhalten. Heute gibt es ein Bergbaumuseum in Hausham. 

## Geschichte

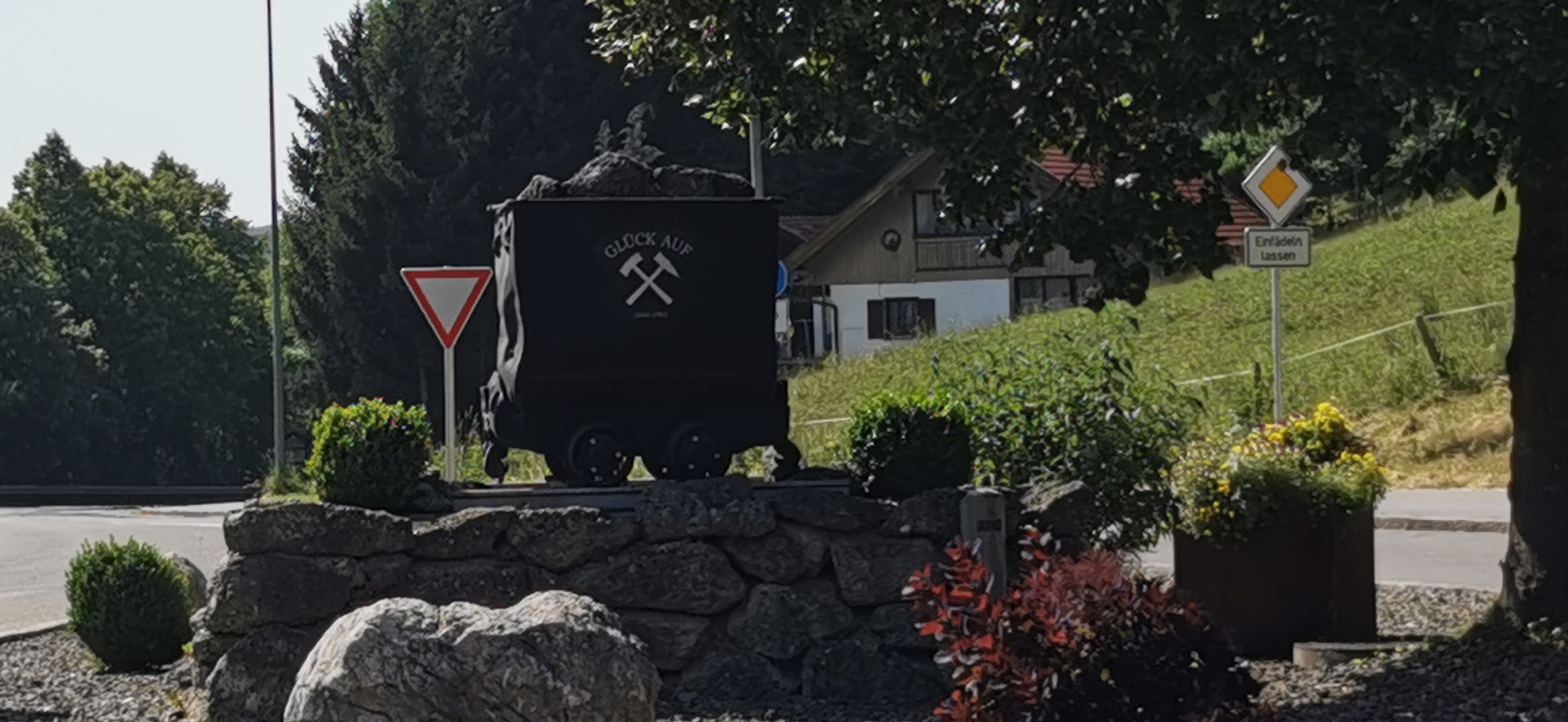
Museal aufgestellter Hunt an der B307

Das Bergwerk war zunächst in Miesbach, auch die Direktion wurde später aufgrund des geringen Vorkommens nach Hausham verlegt. Bergehalde und Direktionsgebäude (heute Landfrauenschule) sind noch vorhanden. Die Anfänge des Bergbaus in Hausham waren im Jahr 1860 im Südflügel der dortigen Kohlelagerstätte. Im Jahr 1869 ging die Bahnlinie Miesbach-Hausham-Schliersee in Betrieb, wodurch ein effektiver Kohlentransport realisiert war. 1871 begann das Abteufen für den ersten Schacht, zunächst nur bis zur Leitzach-Sohle und 1877/78 bis auf 256 Meter. 1953 hatte das Bergwerk eine Belegschaft von 1.600 Personen. Am 31. März 1966 wurde die letzte Kohle gefördert.

## Grubenunglück am 9. Januar 1921
In der Nacht von 8. auf 9. Januar 1921 brach 500 Meter unter Tage, in der Bremskammer 6 Ost der sechsten Tiefbausohle, ein Schwelbrand aus. Daraufhin wurde das gesamte Bergwerk evakuiert. Am Ende blieben sieben Bergleute vermisst, von denen zunächst vier nur noch tot geborgen werden konnten. Um die Ausbreitung des Schwelbrandes zu verhindern, wurde ein Teil der Stollen zugemauert. 54 Tage nach dem Unglück wurden die Mauern wieder geöffnet, um nach den vermissten drei Bergleuten zu suchen. Nachdem die Männer nur noch tot geborgen werden konnten, wurden die Mauern wieder verschlossen.

## Mögliche Nachnutzung
Im Jahr 2007 ließ der Fachbereich Maschinenbau der Universität der Bundeswehr München in Neubiberg in Zusammenarbeit mit der Arbeitsgemeinschaft Energiewende Oberland untersuchen, ob das Grubenwasser geothermisch genutzt werden kann, um ein Nahwärmenetz zu speisen. Und auch der unter Denkmalschutz stehende Turm über dem Klenzeschacht, das letzte erhaltene Bauwerk des Bergwerks und Wahrzeichen der Gemeinde Hausham, soll einer Nachnutzung zugeführt werden.